# The Devil's Own
The Devil's Own (La sombra del diablo en España, Enemigo íntimo en Hispanoamérica) es una película estadounidense de 1997, dirigida por Alan J. Pakula y protagonizada por Harrison Ford y Brad Pitt en los papeles principales.
Narra la historia de un irlandés del IRA, enviado a Nueva York con la finalidad de comprar armamento ilegal. Para disminuir sospechas, cambia su identidad y se hospeda en el hogar de un policía neoyorquino de origen irlandés, quien ignora su identidad.
Crean un lazo de amistad y cariño que se ve interrumpido cuando se descubren las verdaderas intenciones del revolucionario.
Fue la última película dirigida por Alan J. Pakula, fallecido en un accidente automovilístico el 19 de noviembre de 1998. 

## Argumento
La película comienza ambientada en 1972 en Irlanda del Norte, cuando el niño de 8 años Francis Austin McGuire ve interrumpida su infancia una noche, mientras cenaba con su familia, cuando un hombre enmascarado entra a su casa y asesina a su padre disparándole frente a su madre, su hermana y él. El enmascarado era un extremista que cometió ese crimen porque el padre de Frankie era un opositor al gobierno británico en Irlanda del Norte. 
Con los años, por venganza y resentimiento, Frankie se une al Ejército Republicano Irlandés (IRA), convirtiéndose en el responsable del asesinato de varios militares, policías y paramilitares.
La historia se traslada a Belfast en 1992, cuando Frankie (Brad Pitt) junto a tres extremistas se enfrentan a mano armada contra miembros del SAS y del Ejército Británico quienes realizaban un violento ataque a la vivienda donde se encontraban, operativo dirigido por el despiadado Harry Sloan (Simon Jones), uno de los jefes de los servicios de Inteligencia británicos que busca miembros del IRA para eliminarlos. Tras una fuerte resistencia, armados con fusiles y matar a varios soldados y agentes de seguridad, en el operativo resultan muertos dos de sus camaradas, uno herido en combate, y Desmond, a quien Sloan le disparó cuando se encontraba malherido en el suelo, tras negarse a confesar dónde se encontraba Frankie. Este último logró escapar junto con su amigo Sean Phelan (Paul Ronan). Frankie, mientras se ocultaba, recibe la visita del comandante de su unidad, Martin MacDuf (David O'Hara) que le comunica que será enviado a Nueva York para adquirir misiles antiaéreos Stinger para aumentar el poder de fuego del IRA.
En Nueva York, McGuire cambia su identidad por la de Rory Devaney. Ahí es contactado por el abogado Peter Fitzsimmons (George Hearn) quien es un irlandés simpatizante del IRA, y que se encarga de conseguirle alojamiento en la casa de Tom O`Meara (Harrison Ford), un veterano policía de origen irlandés, que desconoce por completo la identidad de Rory, quien le hace creer que va a trabajar en una construcción. La fachada empleada por Rory es perfecta, ya que además nadie lo buscaría en casa de un policía. Es muy bien recibido por la familia de Tom, alojándose en el sótano de la casa.
A partir de ese momento, Rory establece una fuerte amistad y cariño por Tom y su familia. Toma contacto con Sean, quien también estaba en Nueva York, para iniciar la reparación de un pequeño barco mercante con el que trasladarían los misiles a Irlanda. Rory se encarga también de contactar con Billy Burke (Treat Williams), un hombre de negocios que conseguirá los misiles en el mercado negro.
Tom O`Meara no tiene ninguna sospecha sobre su nuevo amigo, por lo que continúa su vida normal junto a su esposa Sheila (Margaret Colin) y sus tres hijas: Bridget (Julia Stiles), Morgan (Ashley Carin) y la pequeña Annie (Kelly Singer). En su trabajo, Tom siempre se desempeña en compañía de Edie Díaz (Rubén Blades), un policía de origen latino.
Al poco tiempo, Rory toma contacto con el abogado Peter Fitzsimmons, quien le hace entrega del dinero para la compra de los misiles. En esa ocasión tiene un encuentro con Megan Doherty (Natascha McElhone) una joven irlandesa a quien había conocido durante su adolescencia, y cuyo hermano también había pertenecido al IRA y había sido asesinado. En ese encuentro la joven Megan deja entrever que desde niña estuvo enamorada de Frankie/Rory.
Cuando en casa de Tom se celebraba la confirmación de su hija Morgan, Rory recibe una llamada de Megan, quien le informa que Martin (el comandante de su unidad) había sido matado por los británicos. Por ello, y siguiendo las instrucciones de Peter Fitzsimmons, Rory visita a Billy Burke para informarle que la entrega del dinero se suspendía hasta nueva orden. Burke le da a entender que eso significaría una situación difícil por los costos que significó la adquisición de los misiles, pero Rory se mantiene firme en cumplir la orden recibida.
Unos días después, Tom se enfrenta a una difícil situación mientras persiguen a un delincuente armado que fue sorprendido robando un auto, ya que a pesar de que este arrojó su arma mientras escapaba, su colega Edie Díaz le disparó dándole muerte. Tom oculta información a sus superiores para que Edie no tuviera problemas. Comienza a cuestionarse su vocación policial, lo que da a conocer a Rory, quien le cuenta sobre el asesinato de su padre. Al poco tiempo, Tom tiene una seria conversación sobre lo ocurrido con su esposa Sheila, informándole que ya no quiere ser policía, por lo que renunciará.
Esa tarde llegan a su casa y encuentran a tres enmascarados, que  habían entrado en ésta para cometer un robo. Tom trata de reducir a los delincuentes, pero éstos le golpean. En ese momento aparece Rory quien ayuda a su amigo, venciendo a dos de los delincuentes, pero el tercero apunta a Sheila con una escopeta, por lo que Tom y Rory se ven obligados a dejarlos ir antes que llegue la policía.
Rory se da cuenta de que esos hombres no eran delincuentes comunes, sino que habían sido enviados por Billy Burke para encontrar el dinero de los misiles, por lo que tras comprobar que éstos no lograron encontrar lo que buscaban, se dirige al restaurante de Burke, y tras dispararle a uno de sus hombres en una pierna, le advierte que no vuelva a tomar acciones como el asalto a la casa de Tom. Sin embargo, Burke le dice que tiene secuestrado a su amigo Sean, al cual habrían torturado, por lo que lo cita para esa noche en un galpón abandonado para que le entregue el dinero, bajo amenaza de matar a Sean si no lo hace.
A Tom y Sheila les parece muy extraño que los supuestos ladrones no se llevaran dinero, ni objetos. Cuando Sheila se marcha de la casa, Tom baja al sótano donde se alojaba Rory, encontrando la habitación desordenada y con claras evidencias de que los enmascarados la allanaron buscando algo. Tras hurgar durante unos minutos, encuentra bajo el piso de madera el bolso con el dinero de los misiles.
Cuando Rory llega a casa, Tom lo encara y le exige que le diga la verdad. Rory confiesa sus intenciones y revela su militancia en el IRA, agrega que lo único que no era falso, es el cariño que siente por Tom y su familia. Tom le recuerda que es un policía, por lo que no puede dejarlo ir. En ese momento, Edie llega a casa y juntos arrestan a Rory para entregarlo a las autoridades junto con el dinero.
En el camino se topan con un accidente de tránsito, por lo que deben detenerse. Cuando Edie baja del vehículo para ver qué sucede y restablecer la circulación, Rory a pesar de estar esposado, logra golpear a Tom para neutralizarlo y robarle su revólver y las llaves de las esposas, y trata de sacar el dinero del portamaletas. Edie trata de detenerlo, pero es abatido de un tiro por Rory y fallece en el lugar. Tom logra reaccionar e impedir que Rory se lleve el dinero, pero aun así este último logra escapar con las manos vacías.
Tom es interrogado por dos agentes del FBI acompañados por el agente británico Harry Sloan, quien le da a conocer el pasado de Rory/Frankie y le advierte que tanto su gobierno como el de Estados Unidos le han dado toda la autoridad para hacer lo que sea necesario para acabar con el asunto. Tom se da cuenta de que la verdadera intención del británico no es de hacer justicia, sino matar a Rory, por lo que se niega a cooperar.
Entre tanto, Rory llega al galpón abandonado donde lo esperan con los misiles. Ahí se da cuenta de que Billy Burke y su gente habían asesinado a Sean, decapitándolo. Cuando le exigen que entregue el dinero, Rory les pasa un bolso que en realidad contenía una trampa explosiva, detonando cuando uno de los hombres lo abre. Entonces Rory logra quitarle el arma a otro y los elimina a todos, incluyendo a Billy Burke, para después escapar con los misiles en una camioneta y dirigirse a la casa de Peter Fitzsimmons para un encuentro furtivo con Megan, quien ya conocía la situación. Ella trata de persuadirlo para que se oculte por un tiempo hasta que la situación se calme, pero él insiste en que esa misma noche se marchará en su barco hacia Belfast con los misiles.
Mientras ellos conversan en la habitación de Megan, Tom llega a su casa y habla con Peter Fitzsimmons. Megan baja al primer piso y cuando Tom la ve y la reconoce, por una foto que encontró en la habitación de Rory, la persigue por las escaleras, pero no logra atrapar a Rory. Luego trata de convencer a Megan de que le diga cuáles son las intenciones de Rory, ya que el tampoco quiere que lo maten aunque deba entregarlo. Megan coopera y Tom se entera sobre el siguiente paso a seguir por Rory.
Rory se dirige al muelle donde se encuentra el barco que reparó junto a Sean, y tras cargar los misiles emprende la navegación hacia Irlanda, pero Tom alcanza a subir al barco antes de que éste se alejara del muelle. Ahí trata de convencer a Rory para que se entregue, pero éste se niega a hacerlo. Tras una persecución dentro del barco ambos hacen uso de sus armas, cayendo Tom herido en un hombro, y Rory empuña su pistola listo para matarlo. Sin embargo, mientras le apuntaba comienza a temblar y cae al borde de un desmayo. Tom le quita el arma y se da cuenta de que Rory fue herido de mayor gravedad, recibió un tiro en un pulmón. A pesar de que Tom trata de ayudarlo, Rory le dice que "no esperes un final feliz, porque no es una historia americana: es una historia irlandesa." Tras una breve y emotiva conversación, Rory fallece. Tom se reincorpora y toma el timón para volver al muelle.

## Reparto
- Harrison Ford - Tom O'Meara
- Brad Pitt -  Rory Devaney / Francis Austin McGuire
- Margaret Colin - Sheila O'Meara
- Rubén Blades - Edie Díaz
- Treat Williams - Billy Burke
- George Hearn - Peter Fitzsimmons
- Mitchell Ryan - Jim Kelly
- Natascha McElhone - Megan Doherty
- Paul Ronan - Sean Phelan
- Simon Jones - Harry Sloan
- Julia Stiles - Bridget O'Meara
- Ashley Carin - Morgan O'Meara
- Kelly Singer - Annie O'Meara
- David O'Hara - Martin MacDuf
- David Wilmot - Desmond